# Campeonato Africano de Atletismo Juvenil de 2015
A 2ª edição do Campeonato Africano de Atletismo Juvenil foi organizado pela Confederação Africana de Atletismo no período de 23 a 26 de abril de 2015, para atletas africanos entre 15 e 16 anos. O evento foi realizado no Estádio Maryse Justin em Moka, na Maurícia. Foram realizadas 38 provas sendo 18 masculinos e 20 femininos, tendo como destaque a África do Sul com  29 medalhas sendo 17 de ouro. 

## Medalhistas

### Masculino
Esses é o resultado masculino do campeonato. 
| Evento                  | Ouro                                                                       | Ouro     | Prata                                                                        | Prata    | Bronze                                                                | Bronze   |
| ----------------------- | -------------------------------------------------------------------------- | -------- | ---------------------------------------------------------------------------- | -------- | --------------------------------------------------------------------- | -------- |
| 100 metros              | Tlotliso Leotlela (RSA)                                                    | 10.38    | Kyle Appel (RSA)                                                             | 10.49    | Shingirai Hlanguyo (ZIM)                                              | 10.52    |
| 200 metros              | Tlotliso Leotlela (RSA)                                                    | 20.84    | Thabiso Sekgopi (BOT)                                                        | 21.43    | Sengan Jobe (GAM)                                                     | 21.68    |
| 400 metros              | Karabo Sibanda (BOT)                                                       | 47.40    | Josphat Ngeno (KEN)                                                          | 48.18    | Nikolas Marich (RSA)                                                  | 48.41    |
| 800 metros              | Kipyegon Bett (KEN)                                                        | 1:51.67  | Sila Kimeli (KEN)                                                            | 1:52.14  | Edrissa Marong (GAM)                                                  | 1:52.88  |
| 1 500 metros            | Taki Kumaru (KEN)                                                          | 3:44.35  | Brimin Kiprono (KEN)                                                         | 3:46.22  | Daniel Weldetnsae (ERI)                                               | 3:48.49  |
| 3 000 metros            | Davies Kiplangat (KEN)                                                     | 7:56.29  | Richard Yator (KEN)                                                          | 7:56.33  | Mehari Tsegai (ERI)                                                   | 8:18.75  |
| 110 metros barreiras    | Mpho Tladi (RSA)                                                           | 13.38    | Levert Pieterse (RSA)                                                        | 13.62    | Steven Untah (MRI)                                                    | 14.65    |
| 400 metros barreiras    | Geoffrey Kipngetich (KEN)                                                  | 52.28    | Morne van As (RSA)                                                           | 52.43    | Emmanuel Kipyegon (KEN)                                               | 53.45    |
| 2 000 metros obstáculos | Vincent Kipyegon (KEN)                                                     | 5:37.05  | Nickson Kiplangat (KEN)                                                      | 5:41.28  | Mohamed Miftahou (COM)                                                | 6:13.77  |
| Revezamento medley      | África do Sul · Tlotliso Leotlela · Kyle Appel · Mphu Tladi · Morne van As | 1:53.60  | Botswana · Aobakwe Malau · Thabeso Sekgopi · Kageso Moyuthu · Karabo Sibanda | 1:54.10  | Gâmbia · Momadou Sey · Sulayman Mannah · Sengan Jobe · Edrissa Marong | 1:55.17  |
| 10 km marcha            | Pierre Vermaak (RSA)                                                       | 46:09.53 | Abdelrahman Mahmoud (EGY)                                                    | 48:23.65 | Said Touche (ALG)                                                     | 51:58.55 |
| Salto em altura         | Aobakwe Nkobela (BOT)                                                      | 2.04 m   | Norris Brioche (SEY)                                                         | 2.01 m   | Visamuje Ujaha (NAM)                                                  | 1.98 m   |
| Salto em comprimento    | Muchine Khoua (MAR)                                                        | 7.41 m   | Emmanuel Tobechukwu (NGR)                                                    | 7.38 m   | Abdelouahed Bouhila (MAR)                                             | 7.31 m   |
| Salto triplo            | Vincent Kilel (KEN)                                                        | 15.04 m  | Emmanuel Tobechukwu (NGR)                                                    | 14.89 m  | Muchine Khoua (MAR)                                                   | 14.66 m  |
| Arremesso de peso       | Burger Lambrecht (RSA)                                                     | 20.89 m  | Shehab Mohamed (EGY)                                                         | 19.87 m  | Patrick Duvenhage (RSA)                                               | 19.80 m  |
| Lançamento de disco     | Werner Visser (RSA)                                                        | 64.88 m  | Patrick Duvenhage (RSA)                                                      | 60.61 m  | Shehab Abdelaziz Chachi (EGY)                                         | 58.31 m  |
| Lançamento de dardo     | Henru van Vuuren (RSA)                                                     | 72.68 m  | Paul Botha (RSA)                                                             | 71.48 m  | Nico Horn (NAM)                                                       | 65.08 m  |
| Octatlo                 | Bryan Tonta (MRI)                                                          | 5363 pts | Bryan Untah (MRI)                                                            | 5203 pts | Ammar Ellaboudy (EGY)                                                 | 4995 pts |

### Feminino
Esses é o resultado feminino do campeonato. 
| Evento                  | Ouro                                                                                     | Ouro     | Prata                                                                          | Prata    | Bronze                                                                            | Bronze   |
| ----------------------- | ---------------------------------------------------------------------------------------- | -------- | ------------------------------------------------------------------------------ | -------- | --------------------------------------------------------------------------------- | -------- |
| 100 metros              | Nicola de Bruyn (RSA)                                                                    | 11.87    | Damarais Akoth (KEN)                                                           | 12.53    | Severine Moutia (MRI)                                                             | 12.80    |
| 200 metros              | Nicola de Bruyn (RSA)                                                                    | 23.59    | Praise Idamadudu (NGR)                                                         | 23.79    | Madia Ehlers (RSA)                                                                | 24.01    |
| 400 metros              | Abigail Chongo (ZAM)                                                                     | 58.08    | Nomatter Kapfudzaruwa (ZIM)                                                    | 59.03    | Henryke Garbers (NAM)                                                             | 59.07    |
| 800 metros              | Liza Kellerman (RSA)                                                                     | 2:10.79  | Betty Chepkemoi (KEN)                                                          | 2:10.94  | Honorine Iribagiza (RWA)                                                          | 2:13.26  |
| 1 500 metros            | Beatha Nishimwe (RWA)                                                                    | 4:17.37  | Janet Chemusto (UGA)                                                           | 4:17.61  | Janeth Chepngetich (KEN)                                                          | 4:21.87  |
| 3 000 metros            | Emily Chebet (KEN)                                                                       | 9:10.57  | Sheila Chelangat (KEN)                                                         | 9:11.38  | Janet Chemusto (UGA)                                                              | 9:15.38  |
| 100 metros barreiras    | Taylon Bieldt (RSA)                                                                      | 13.30    | Bouchra Namri (MAR)                                                            | 14.47    | Ramatoulaye Cisse (SEN)                                                           | 15.23    |
| 400 metros barreiras    | Taylon Bieldt (RSA)                                                                      | 59.22    | Bouchra Namri (MAR)                                                            | 61.23    | Amore le Roux (RSA)                                                               | 61.40    |
| 2 000 metros obstáculos | Sandra Chebet (KEN)                                                                      | 6:20.47  | Fatima Ghizlane (MAR)                                                          | 7:06.59  | Ann Gathoni (KEN)                                                                 | 7:29.09  |
| Revezamento medley      | Nigéria · Omotayo Abolaji · Blessing Adiakerenwa · Aniekeme Alphonsus · Praise Idamadudu | 2:08.71  | África do Sul · Nicola de Bruyn · Amoure Leroux · Madia Ehlers · Taylon Bieldt | 2:11.21  | Zimbabwe · Kiana Page Lees · Nomatter Kapfud · Nathalie Charidza · Zaruwa Enlitha | 2:20.17  |
| 5 km marcha             | Fadakemi Olude (NGR)                                                                     | 25:20.28 | Nourhan Saber (EGY)                                                            | 30:55.11 | Nathalia Saminadas (MRI)                                                          | 36:53.44 |
| Salto em altura         | Wiaam Chibani (ALG)                                                                      | 1.69 m   | Siranda Horn (NAM)                                                             | 1.63 m   | Fatima Zahra el Alaoui (MAR)                                                      | 1.60 m   |
| Salto à vara            | May Meziod (ALG)                                                                         | 3.20 m   | Marina Rizk (EGY)                                                              | 3.15 m   | Farah Benhadid (ALG)                                                              | 2.80 m   |
| Salto em comprimento    | Renate van Tonder (RSA)                                                                  | 5.92 m   | Aniekeme Alphonsus (NGR)                                                       | 5.50 m   | Fatou Badji (SEN)                                                                 | 5.40 m   |
| Salto triplo            | Fatou Badji (SEN)                                                                        | 12.06 m  | Liliane Potiron (MRI)                                                          | 11.64 m  | Honorine Iribagiza (RWA)                                                          | 9.37 m   |
| Arremesso de peso       | Yolandi Stander (RSA)                                                                    | 14.95 m  | Nourhan El Dakak (EGY)                                                         | 14.12 m  | Nahid Klilou (MAR)                                                                | 13.26 m  |
| Lançamento de disco     | Chene Coetzee (RSA)                                                                      | 42.95 m  | Rima Nasr (MAR)                                                                | 41.20 m  | Yolandi Stander (RSA)                                                             | 40.94 m  |
| Lançamento de martelo   | Fatma Mahmoud (EGY)                                                                      | 55.25 m  | Marim Nasr (EGY)                                                               | 54.46 m  | Samira Addi (MAR)                                                                 | 50.40 m  |
| Lançamento de dardo     | Anneke Germishuis (RSA)                                                                  | 49.72 m  | Salma Taha (EGY)                                                               | 48.94 m  | Maggie le Roux (RSA)                                                              | 46.89 m  |
| Heptatlo                | Sylvia Schulz (NAM)                                                                      | 4733 pts | Nahid Klilou (MAR)                                                             | 3983 pts | Claudia Bernard (MRI)                                                             | 3603 pts |

## Quadro de medalhas
| Ordem | País            | Medalha de ouro | Medalha de prata | Medalha de bronze | Total |
| ----- | --------------- | --------------- | ---------------- | ----------------- | ----- |
| 1     | África do Sul   | 17              | 6                | 6                 | 29    |
| 2     | Quênia          | 8               | 9                | 2                 | 19    |
| 3     | Nigéria         | 2               | 4                | 0                 | 6     |
| 4     | Botswana        | 2               | 2                | 0                 | 4     |
| 5     | Argélia         | 2               | 0                | 2                 | 4     |
| 6     | Egito           | 1               | 8                | 2                 | 11    |
| 7     | Marrocos        | 1               | 3                | 6                 | 10    |
| 8     | Ilhas Maurícias | 1               | 2                | 4                 | 7     |
| 9     | Namíbia         | 1               | 1                | 3                 | 5     |
| 10=   | Senegal         | 1               | 0                | 2                 | 3     |
| 10=   | Ruanda          | 1               | 0                | 2                 | 3     |
| 12    | Zâmbia          | 1               | 0                | 0                 | 1     |
| 13    | Zimbabwe        | 0               | 1                | 2                 | 3     |
| 14    | Uganda          | 0               | 1                | 1                 | 2     |
| 15    | Seicheles       | 0               | 1                | 0                 | 1     |
| 16    | Gâmbia          | 0               | 0                | 3                 | 3     |
| 17    | Eritreia        | 0               | 0                | 2                 | 2     |
| 18    | Comores         | 0               | 0                | 1                 | 1     |
| Total | Total           | 38              | 38               | 38                | 114   |